# Jean-Daniel Verhaeghe
Jean-Daniel Verhaeghe (* 26. Juni 1944) ist ein französischer Filmregisseur und Drehbuchautor. Er wurde vor allem durch die Verfilmung von Literatur-Adaptionen, wie zum Beispiel Eugénie Grandet, Das Findelkind oder Rot und Schwarz bekannt. 2006 erschien seine Verfilmung von Le Grand Meaulnes von Alain-Fournier mit den französischen Nachwuchsschauspielern Nicolas Duvauchelle, Clémence Poésy und Jean-Baptiste Maunier in den Hauptrollen.

## Filmografie (Auswahl)
- 1990: Bouvard et Pécuchet[1]
- 1991: Die Kontroverse von Valladolid (La controverse de Valladolid)
- 1993: Das Gesetz der Wüste (La règle de l’homme)
- 1993: Eugénie Grandet
- 1995: Je voudrais descendre
- 2000: Das Findelkind (Sans famille)